# Арселия (муниципалитет)
Арселия (исп. Arcelia) — муниципалитет в Мексике, штат Герреро, с административным центром в одноимённом городе. Численность населения, по данным переписи 2010 года, составила 32 181 человек.

## Общие сведения
Название Arcelia составное, в нём присутствует два имени: Арсе — в честь Франсиско Арсе, губернатора штата Герреро, и Селия — в честь его жены.
Площадь муниципалитета равна 754 км², что составляет 1,19 % от площади штата. Он граничит с другими муниципалитетами Герреро: на севере с Хенераль-Кануто-Нери, на востоке с Телолоапаном и Апастлой, на юге с Сан-Мигель-Тотолапаном, на западе с Тлапеуалой и Тлальчапой.

## Учреждение и состав
Муниципалитет был образован 1 января 1893 года, в его состав входят 129 населённых пунктов, самые крупные из которых:
| Код INEGI | Населённый пункт                                             | Численность населения (2005 год) | Численность населения (2010 год) |
| 007       | Всего                                                        | 31 401                           | 32 181                           |
| 0001      | Арселия (исп. Arcelia) (административный центр)              | 17 608                           | 18 685                           |
| 0028      | Эль-Эскондидо (исп. El Escondido)                            | 1324                             | 1290                             |
| 0074      | Альмолоя-эль-Гранде (исп. Almoloya el Grande)                | 960                              | 869                              |
| 0041      | Палос-Альтос (исп. Palos Altos)                              | 705                              | 743                              |
| 0205      | Реформа-де-Ласаро-Карденас (исп. Reforma de Lázaro Cárdenas) | 546                              | 612                              |
| 0133      | Эль-Гуаябо (исп. El Guayabo)                                 | 683                              | 604                              |
| 0069      | Валье-Галеана (исп. Valle Galeana)                           | 712                              | 595                              |
| 0168      | Эмперадор-Куаутемок (исп. Emperador Cuauhtémoc)              | 391                              | 524                              |

## Экономическая деятельность
По статистическим данным 2000 года, работоспособное население занято по секторам экономики в следующих пропорциях: сельское хозяйство, скотоводство и рыбная ловля — 28,3 %, промышленность и строительство — 19,7 %, сфера обслуживания и туризма — 49,6 %.

## Инфраструктура
По статистическим данным 2010 года, инфраструктура развита следующим образом:
- электрификация: 96,5 %;
- водоснабжение: 72,1 %;
- водоотведение: 81,7 %.

## Туризм
Основными достопримечательностями являются:
- храм Святого Августина в Альмолойе;
- церковь Святого Иоанна в Искатепеке;
- церковь Непорочного зачатия в муниципальном центре;
- плотина рядом с Палос-Альтос;
- памятники: генералу Ласаро Карденасу, генералу Эмилиано Сапате, ацтекскому императору Куаутемоку.